# Virtual LAN
VLAN là cụm từ viết tắt của virtual local area network (hay virtual LAN) hay còn được gọi là mạng LAN ảo. VLAN là một kỹ thuật cho phép tạo lập các mạng LAN độc lập một cách logic trên cùng một kiến trúc hạ tầng vật lý. Việc tạo lập nhiều mạng LAN ảo trong cùng một mạng cục bộ (giữa các khoa trong một trường học, giữa các cục trong một công ty,...) giúp giảm thiểu miền quảng bá (broadcast domain) cũng như tạo thuận lợi cho việc quản lý một mạng cục bộ rộng lớn. VLAN tương đương như mạng con (subnet).

## Lịch sử
Với mạng LAN thông thường, các máy tính trong cùng một địa điểm (cùng phòng...) có thể được kết nối với nhau thành một mạng LAN, chỉ sử dụng một thiết bị tập trung như hub hoặc switch. Có nhiều mạng LAN khác nhau cần rất nhiều bộ hub, switch. Tuy nhiên thực tế số lượng máy tính trong một LAN thường không nhiều, ngoài ra nhiều máy tính cùng một địa điểm (cùng phòng) có thể thuộc nhiều LAN khác nhau vì vậy càng tốn nhiều bộ hub, switch khác nhau. Do đó vừa tốn tài nguyên số lượng hub, switch và lãng phí số lượng port Ethernet.
Với nhu cầu tiết kiệm tài nguyên, đồng thời đáp ứng nhu cầu sử dụng nhiều LAN trong cùng một địa điểm, giải pháp đưa ra là nhóm các máy tính thuộc các LAN khác nhau vào cùng một bộ tập trung switch. Giải pháp này gọi là mạng LAN ảo hay VLAN.

## Phân loại
Có ba loại VLAN, bao gồm:
- VLAN dựa trên cổng (port based VLAN): Mỗi cổng (Ethernet hoặc Fast Ethernet) được gắn với một VLAN xác định. Do đó mỗi máy tính/thiết bị host kết nối với một cổng của switch đều thuộc một VLAN nào đó. Đây là cách cấu hình VLAN đơn giản và phổ biến nhất.
- VLAN dựa trên địa chỉ vật lý MAC (MAC address based VLAN): Mỗi địa chỉ MAC được gán tới một VLAN nhất định. Cách cấu hình này rất phức tạp và khó khăn trong việc quản lý.
- VLAN dựa trên giao thức (protocol based VLAN): tương tự với VLAN dựa trên địa chỉ MAC nhưng sử dụng địa chỉ IP thay cho địa chỉ MAC. Cách cấu hình này không được thông dụng.

## Ưu điểm và nhược điểm
- Tiết kiệm băng thông của mạng: Do VLAN có thể chia nhỏ LAN thành các đoạn (là một vùng quảng bá). Khi một gói tin quảng bá, nó sẽ được truyền chỉ trong một VLAN duy nhất, không truyền ở các VLAN khác nên giảm được lưu lượng quảng bá, tiết kiệm được băng thông đường truyền.
- Tăng khả năng bảo mật: Các VLAN khác nhau không truy cập được vào nhau (trừ khi có khai báo định tuyến).
- Dễ dàng thêm hay bớt các máy tính vào VLAN: Trên một switch nhiều cổng, có thể cấu hình VLAN khác nhau cho từng cổng, do đó dễ dàng kết nối thêm các máy tính với các VLAN.
- Mạng có tính linh động cao.

## Các chuẩn áp dụng cho VLAN
- Giao thức thông dụng nhất hiện nay được sử dụng trong việc cấu hình các VLAN là IEEE 802.1Q. Chuẩn IEEE 802.1Q là chuẩn về dán nhãn (tagging) VLAN.

## Sự khác nhau giữa LAN và VLAN
- Với VLAN, khung Ethernet được gán thêm một ID (gọi là VLAN ID). VLAN ID được gán bởi switch.
- Cấu trúc khung Ethernet khi được gán VLAN ID như sau:

+ 4 byte thông tin điều khiển nhãn (0x8100)
+ P: Parity (0 ~ 7)
+ C: C = 0 (Ethernet), C = 1 (Token Ring)
+ V: VID (1 ~ 4094); V = 0: Trống; V = 4095: dành riêng; V = 1: mặc định
- Shortest Path Bridging (IEEE 802.1aq) kéo dài đến 16000000
- So sánh khả năng tiết kiệm tài nguyên (số lượng Switch) của VLAN so với LAN:

## Các chế độ VLAN
Các cổng (port) của switch có thể hoạt động ở 2 chế độ: Chế độ trung kế (trunking mode) và chế độ truy nhập (access mode).
Trunking mode
Trunking mode cho phép tập hợp lưu lượng từ nhiều VLAN qua cùng một cổng vật lý đơn như hình vẽ:
Các kết nối trung kế thường được sử dụng kết nối giữa các switch với nhau, như hình vẽ:
Access mode
Giao diện này thuộc về một và chỉ một VLAN. Thông thường một cổng của switch gắn tới một thiết bị của người dùng đầu cuối hoặc một server.

## Ứng dụng
- Sử dụng VLAN để tạo các mạng LAN khác nhau của nhiều máy tính cùng văn phòng:
- Sử dụng VLAN để tạo mạng dữ liệu ảo (Virtual Data Network - VAN):